# Tiborszállás
Tiborszállás è un comune dell'Ungheria di 1 023 abitanti (dati 2015). È situato nella contea di Szabolcs-Szatmár-Bereg.